# 최운하
최운하(崔雲霞 , ? ~ 1950)은 일제강점기 및 대한민국의 경찰 간부이었다. 일본 고등계 형사 출신으로 대표적인 경찰 내 친일파이었다. 
6.25 전쟁 발발 후 서울에서 철수하다가 한강 인도교 폭파로 순직한 것으로 추정된다.

## 경력
- 1943년 12월 경무국 보안과 근무에서 사상범과 방송, 출판물 검열 등의 사무를 담당하며 친일 활동
- 1945년 해방 직전 종로경찰서 고등계 주임
  - 미군정하에서 경무관으로 승진
- 1945년 10월 ~ 12월 서대문경찰서장
- 1945년 3월 용산경찰서장
- 1947년 경기도 경찰부 정보(사찰)과장, 감찰관 (경기도 경찰부장에 예속되어 관구내 경찰관의 고충을 수리하고 경찰부장이 명하는 사찰 및 조사를 하는 것이 임무)
- 1947년 수도관구경찰청(서울시) 사찰과장
  - 국회프락치사건에 깊숙히 관여하여 이문원[3], 최태규, 이구수 의원을 체포하였다.
- 1948년 임화 고문 치사 사건으로 구속되었으나 증거부족으로 무죄 석방

## 참고자료
청산하지 못한 歷史 3